# Frank Herbert Mason
Frank Herbert Mason (20 de febrero de 1921 - 16 de junio de 2009) fue un profesor y pintor estadounidense.

## Primeros años
Frank Herbert Mason nació el 20 de febrero de 1921 en Cleveland (Ohio). Su padre era actor de obras de Shakespeare y su madre era violinista y pianista. Estudió en la Escuela Superior de Música y Arte de Nueva York hasta que obtuvo una beca para estudiar en la Liga de estudiantes de arte de Nueva York con Frank DuMond.

## Carrera
En 1951 comenzó a impartir docencia en la Liga de estudiantes de arte.
Su pintura, la Resurrección de Cristo, se exhibe en la Antigua Catedral de San Patricio en Nueva York. En 1962 recibió un encargo para pintar ocho grandes lienzos de la Vida de San Antonio de Padua, que se exhiben de forma permanente en la iglesia del s. XI de San Juan de Malta, en Venecia, donde sus cuadros cuelgan junto a una pintura de Giovanni Bellini. Como reconocimiento, la Orden de Malta le confirió la Cruz de Mérito, Primera Clase. Fue el primer pintor en recibir este honor desde Caravaggio.
Como reacción a los excesos en la restauración de la Capilla Sixtina, Mason, junto con James Beck, profesor de historia del arte en la Universidad de Columbia, ayudó a formar la organización ArtWatch International.
Mason ejerció como Presidente de la Sociedad Nacional de Pintores de Murales durante el curso 1995-96.

## Vida personal
Contrajo matrimonio con Phyllis Harriman, hija del banquero E. Roland Harriman y la filántropo Gladys Fries Harriman. El matrimonio tuvo un hijo, Arden Harriman Mason, artista y músico. 
Mason murió en 2009.